# Luna (cântec)
Luna  este un single al trupei Carla's Dreams lansat pe 28 noiembrie 2018.Piesa a fost compusă și produsă de membrii trupei Carla's Dreams.
Piesa face parte din proiectul "Nocturn",desfășurat între anii 2018-2019,fiind a șasea piesă lansată din seria de 12 melodii ale proiectului. Melodia a cucerit publicul datorită romantismului prezentat în mesajul piesei,reușind astfel să ajungă pe primul loc  în topul clasamentelor muzicale din România și Republica Moldova. De asemenea melodia a ajuns cea mai difuzată melodie a anului 2019 la radio și TV conform Media Forest, dar și cea mai difuzată piesă la radio în primăvara anului 2019.
Versurile melodiei au fost scrise de trupă,iar de producție s-au ocupat Marcel Botezan și Sebastian Barac.
Melodia a fost cântată live pentru prima dată live la Kiss FM și este cântată live la toate concertele trupei.

## Videoclip
Videoclipul piesei a fost regizat de Roman Burlaca și reprezintă Actul 4 din seria de 3 povești prezentate în timpul proiectului a căror acțiune are loc noaptea. În clip este prezentată povestea romantică a unui cuplu,fiind continuarea uneia dintre cele trei povești ale clipului. Videoclipul a fost lansat în ziua lansării single-ului,pe canalul de YouTube al trupei și avea în septembrie 2020 peste 43.000.000 de vizualizări. Clipul a ocupat primul loc în Tendințe pe YouTube la scurt timp de la lansare,iar topul videoclipurilor muzicale Media Forest a devenit videoclipul cu cele mai multe săptămâni pe primul loc cu un nr. de 15 săptămâni.

## Clasamente
În a treia săptămână topului Media Forest din 2019 piesa debutează pe locul 9 cu un număr de 84 de difuzări,iar în a treia săptămână de prezență în top piesa ajunge pe primul loc cu un nr. de 154 de difuzări,poziție pe care va staționa 9 săptămâni. În topul Airplay 100 piesa ajunge pe primul loc pe 10 martie 2019 și acumulează 10 săptămâni de nr.1 devenind piesa anului în acest top. De asemenea melodia ajunge pe primul loc și în topurile posturilor de radio Kiss Fm, Pro FM și Radio Zu.
| Clasament (2019)                | Poziție |
| ------------------------------- | ------- |
| Republica Moldova (Airplay 100) | 1       |
| România (Romanian Top 100)      | 1       |
| România (Media Forest)          | 1       |
| România (Kiss Top 40/Kiss FM)   | 1       |
| România (ProFM HIT 40/PRO FM)   | 1       |
| România (Most Wanted/Radio Zu)  | 1       |